# Jean-Pierre Soisson
Jean-Pierre Soisson (ur. 9 listopada 1934 w Auxerre, zm. 27 lutego 2024) – francuski polityk i samorządowiec, minister w kilku rządach, wieloletni parlamentarzysta i mer Auxerre, były przewodniczący Partii Republikańskiej.

## Życiorys
Absolwent Instytutu Nauk Politycznych w Paryżu i École nationale d’administration. W 1968 po raz pierwszy został wybrany do Zgromadzenia Narodowego w departamencie Yonne. Ubiegał się z powodzeniem o reelekcję w każdych kolejnych wyborach do 2007 włącznie, rezygnując z zasiadania w niższej izbie parlamentu na czas pełnienia funkcji rządowych. Nie kandydował w wyborach parlamentarnych w 2012.
Przez 27 lat był merem Auxerre (1971–1998). Od 1983 do 1988 pełnił funkcję wiceprzewodniczącego rady generalnej Yonne. Od 1986 do 1992 zajmował stanowisko wiceprzewodniczącego rady Burgundii, następnie przez rok był przewodniczącym tego regionu. Na czele administracji regionalnej stał także od 1998 do 2004, od tego czasu do 2010 był radnym.
Stanowisko rządowe po raz pierwszy objął w 1974, kiedy to został sekretarzem stanu ds. uniwersytetów (w 1976 zastąpiła go Alice Saunier-Seïté), później do 1977 odpowiadał m.in. za sprawy młodzieży i sportu. Jako minister wchodził w skład czterech rządów, będąc ministrem ds. młodzieży, sportu i rekreacji (1978–1981), ds. zatrudnienia, pracy i szkoleń zawodowych (1988–1991), ministrem stanu oraz ministrem służb publicznych i modernizacji administracji (1991–1992), ministrem rolnictwa i rozwoju obszarów wiejskich (1992–1993).
Należał do centrowej Unii na rzecz Demokracji Francuskiej, od 1977 do 1978 jako sekretarz generalny przewodniczył wchodzącej w jej skład Partii Republikańskiej. Działał później w powołanej na bazie republikanów Demokracji Liberalnej, z którą w 1998 opuścił UDF. W 2002 przystąpił wraz z DL do Unii na rzecz Ruchu Ludowego.
Odznaczony Legią Honorową V klasy (2016).